# Son en Breugel
Son en Breugel és un municipi de la província del Brabant del Nord, al sud dels Països Baixos. L'1 de gener del 2009 tenia 15.527 habitants repartits sobre una superfície de 26,49 km² (dels quals 0,56 km² corresponen a aigua). Limita al nord amb Sint-Oedenrode, a l'oest amb Best, a l'est amb Nuenen, Gerwen en Nederwetten i al sud amb Eindhoven.

## Centres de població
Son, Breugel

## Ajuntament
- Dorpsbelang Son & Breugel: 5 regidors
- VVD: 3 regidors
- CDA: 3 regidors
- PvdA/GroenLinks (combined list): 3 regidors
- Gemeentelijke Samenwerking Son & Breugel: 3 regidors
- Lijst Van Aken: 1 regidor (escissió de DSB el 2006)